# August Jürima

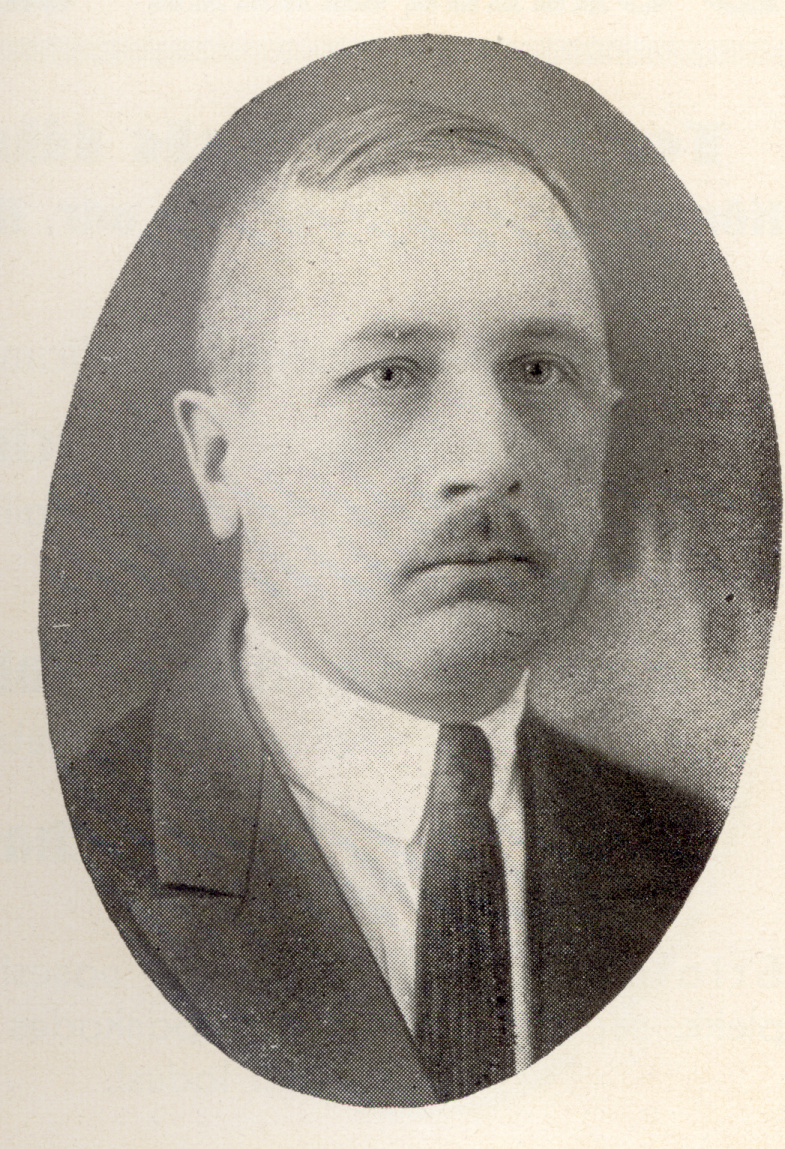
August Jürima (undatierte Aufnahme)

August Jürima, bis 1937 Jürman bzw. Jürmann (* 11. Augustjul. / 23. August 1887greg. in Vaimastvere; † 15. Juni 1942 im Arbeitslager Wjatlag, Oblast Kirow, Sowjetunion) war ein estnischer Politiker und Agronom der Zwischenkriegszeit.

## Leben und Politik

### Frühe Jahre
August Jürima wurde als Sohn des estnisch-nationalistisch gesinnten Landwirts Mart Jürmann (1856–1905) im damaligen Livland geboren. Er wuchs im Kirchspiel Koeru auf.
Jürima besuchte zunächst die Dorfschule von Vaali, anschließend die Stadtschule von Paide und das renommierte Hugo-Treffner-Gymnasium in Tartu. Seit seiner führen Jugend betätigte er sich vornehmlich im Untergrund politisch.
August, sein Vater Mart und Augusts älterer Bruder Voldemar nahmen an den örtlichen revolutionären Unruhen 1905 teil und wurden an Weihnachten in Koeru ohne Gerichtsverfahren von einem zaristischen Strafkommando hingerichtet. August wurde laufengelassen, weil er noch minderjährig war.
Der überlebende Sohn betrieb dann den Hof gemeinsam mit seiner Mutter Mari Jürmann weiter.
August Jürima schloss 1914 sein Studium an der Landwirtschaftlichen Fakultät der Universität Königsberg ab.

### Im unabhängigen Estland
Während des Ersten Weltkriegs arbeitete Jürima in einer Munitionsfabrik in der russischen Hauptstadt Sankt Petersburg. Im Zuge der Februarrevolution 1917 zog er ins heutige Estland zurück. 1917/18 war er im Kreis Pärnu als Agronom beschäftigt.
Im russischen Revolutionsjahr 1917 gehörte Jürima zu den Gründern der Estnischen Landvolkunion (Eesti Maarahva Liit), eine der ersten estnischen politischen Parteien. Sie wurde später zum „Bund der Landwirte“ (Põllumeeste Kogud - PK), einer der prägenden Parteien im Estland der Zwischenkriegszeit. Im Februar 1918 organisierte er in Pärnu den Druck und die Verbreitung des „Manifests an alle Völker Estlands“, der estnischen Unabhängigkeitserklärung, die erstmals am Abend des 23. Februar 1918 in Pärnu verlesen wurde.
1918 leitete Jürima die Landwirtschafts-Abteilung der Pärnuer Kreisverwaltung. Im Januar 1919 wurde er Kommissar für die Stadt und den Kreis Pärnu der Provisorischen Regierung der Republik Estland. In dieser Funktion organisierte er den Widerstand gegen die Bolschewiki.
1919/20 war Jürima Mitglied der verfassungsgebenden Versammlung der Republik Estland (Asutav Kogu). Er gehörte anschließend dem estnischen Parlament (Riigikogu) bis 1934 in seinen fünf Legislaturperioden als Abgeordneter an. Im Dezember 1924 wurde er für die zweite Legislaturperiode Vize-Präsident des Parlaments. Er machte sich besonders für die politische Einbindung der estnischen Bauern und Landwirte stark.
Von Juli 1929 bis Februar 1931 war Jürima Verkehrsminister in der Koalitionsregierung des Staatsältesten (Regierungschefs) Otto Strandman. In der Nachfolgeregierung unter seinem Parteifreund Konstantin Päts bekleidete Jürima von Februar bis November 1931 das Amt des Landwirtschaftsministers. Von November 1932 bis Mai 1933 war Jürima Wirtschaftsminister in der Koalitionsregierung von Konstantin Päts. 1937 estnisierte er seinen deutsch klingenden Familiennamen.
Daneben war Jürima bei verschiedenen Banken in leitender Funktion tätig: 1926/27 bei der estnischen Zentralbank (Eesti Pank), von 1928 bis 1926 bei der Zentralbank der Landwirte (Põllumeeste Keskpank), von 1928 bis 1931 bei der Staatliche Bank für Langfristige Darlehen (Pikalaenu Pank) und von 1934 bis 1940 bei der Estnischen Landkreditgesellschaft (Eesti Maakrediitselts).
Von 1934 bis 1940 war Jürima Präsident der Staatlichen Wirtschaftsrats (Riigi Majandusnõukogu), von 1936 bis 1940 Vorsitzender der estnischen Landwirtschaftskammer (Põllutöökoda) und von 1935 bis 1940 Präsident des estnischen Rotary Clubs. Besonders die Vergabe staatlicher Förder-Darlehen an Höfebesitzer trug zu einer stärkeren Entwicklung des landwirtschaftlichen Sektors in Estland bei.
Von Oktober 1939 bis zur sowjetischen Besetzung Estlands im Juni 1940 war Jürima Innenminister der Republik Estland im Kabinett von Ministerpräsident Jüri Uluots und ab Oktober 1939 zusätzlich stellvertretender Ministerpräsident.

### Verhaftung und Tod
Nach der sowjetischen Besetzung Estland wurde Jürima am 5. Oktober 1940 festgenommen und im Patarei-Gefängnis von Tallinn inhaftiert. Es folgte seine Deportation ins Gulag. Dort starb er zwei Jahre später. Sein Grab ist unbekannt.
Seit 1997 erinnert eine Gedenktafel an seinem Heimathof Palso im Dorf Vaali an ihn.